# Pelagos Express
Il Pelagos Express è un traghetto di proprietà della compagnia di navigazione egiziana UME.

## Servizio
Impostato il 13 marzo 1996 nel Cantiere navale Visentini di Porto Viro con il nome di Lagan Viking, viene consegnato il 29 ottobre 1997 alla Levantina Trasporti Srl, che lo gira in noleggio alla Norse Irish Ferries. Giunge il 10 novembre nel porto di Belfast e prende servizio sulla rotta tra Belfast e Liverpool a partire dal 16 novembre.
A marzo 2001 viene ceduto alla Belfast Freight Ferries, continuando ad operare in noleggio per la Norse Irish Ferries fino all'aprile del 2002.
Ad aprile 2002 viene noleggiato alla Norse Merchant Ferries Ltd.  e continua ad operare sulla Belfast-Liverpool fino a giugno, dopodiché viene impiegato sulla Belfast-Birkenhead.

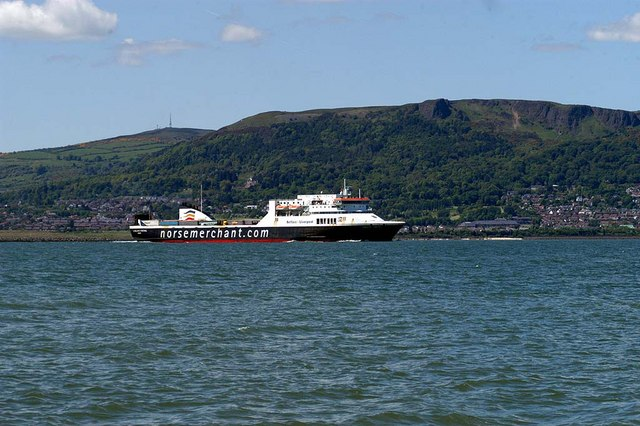
Il Lagan Viking in partenza da Belfast nel 2004.

Il 9 gennaio 2005 viene ribattezzato Liverpool Viking.
Dal 10 dicembre 2006 al 12 luglio 2010 viene noleggiato alla Norfolkline Irish Sea Ferries Ltd. e prende servizio sulla Dublino-Liverpool.

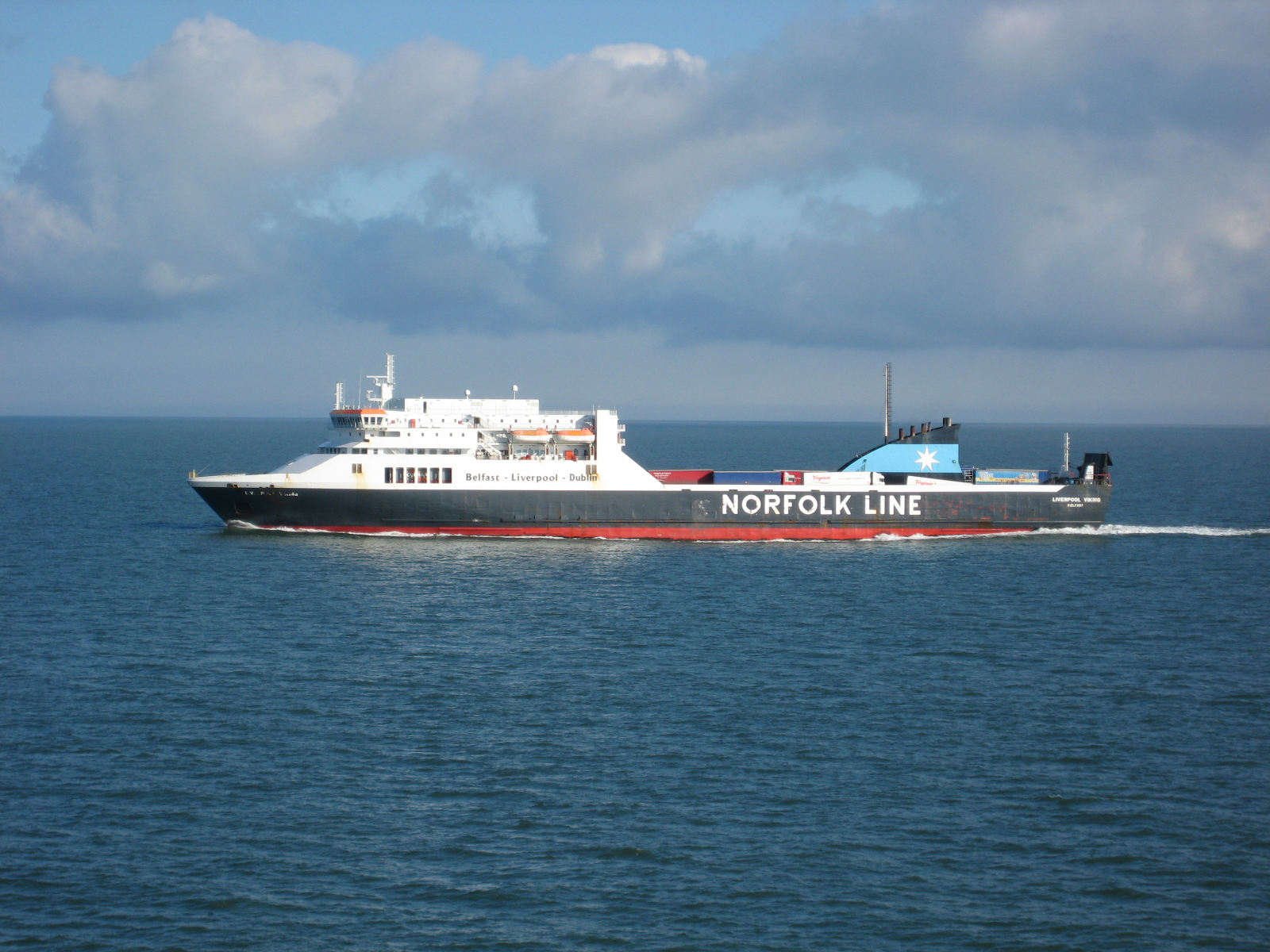
Il Liverpool Viking in partenza da Liverpool nel gennaio del 2011.

Con l'acquisto di Norfolkline Irish Sea Ferries Ltd da parte di DFDS, riprende il noleggio per il nuovo armatore dal 26 agosto 2010 con il nome di Liverpool Seaways fino al 20 gennaio 2011.
Il 31 gennaio 2011 parte da Dublino per Kiel, scalando ad Imminghan, ed arrivando il 4 febbraio successivo, in concomitanza con l'acquisizione da parte della Mare Blue Shipping Ltd..
Tuttavia continua ad operare per la DFDS, giungendo il 6 febbraio a Klaipeda e prendendo servizio sulla Klarlshamn-Klaipeda a partire dal 1 marzo 2011.
Il 18 gennaio 2012 viene fermato nel porto di Klarlshamn in seguito ad un'ispezione a bordo.

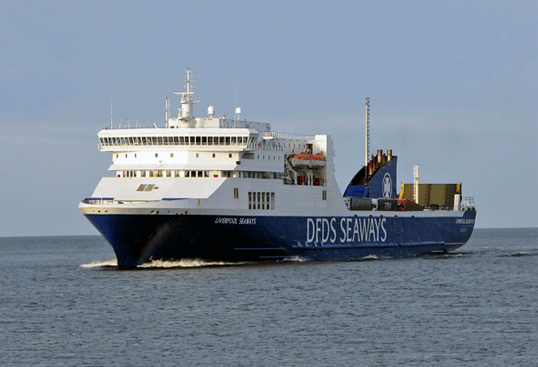
Il Liverpool Seaways in navigazione nel 2012.

Dal 9 gennaio 2014 al 9 gennaio 2015 viene noleggiato alla Navirail ed impiegato sulla Hanko-Paldiski. Dalla sera stessa torna in noleggio a DFDS sulla Paldiski-Kappelskär.
Il 2 settembre 2015, durante l'ormeggio a Kappelskär, è entrato in collisione con un pontone a causa del maltempo.
Creatasi una falla sul lato di dritta, il 4 settembre parte da Kappelskär per Klaipeda dove subisce le necessarie riparazioni e torna in servizio l'11 settembre.
Il 2 settembre 2019 viene venduto alla francese La Méridionale, continuando ad operare nel Baltico fino a maggio 2020.
Il 21 dicembre 2019 termina il servizio sulla Kappelskär-Klaipeda e da gennaio 2020 torna in servizio sulla Klaipeda-Klarlshamn fino al 10 febbraio, quando viene trasferito nel cantiere navale di Lindö.
Il 13 marzo 2020 lascia Lindö e dal 14 marzo torna in linea sulla Klarlshamn-Klaipeda.
Dal 1 al 3 maggio 2020 opera sulla Klaipeda-Kiel ed il 5 maggio viene disarmato a Klaipeda e viene consegnato a La Méridionale. 

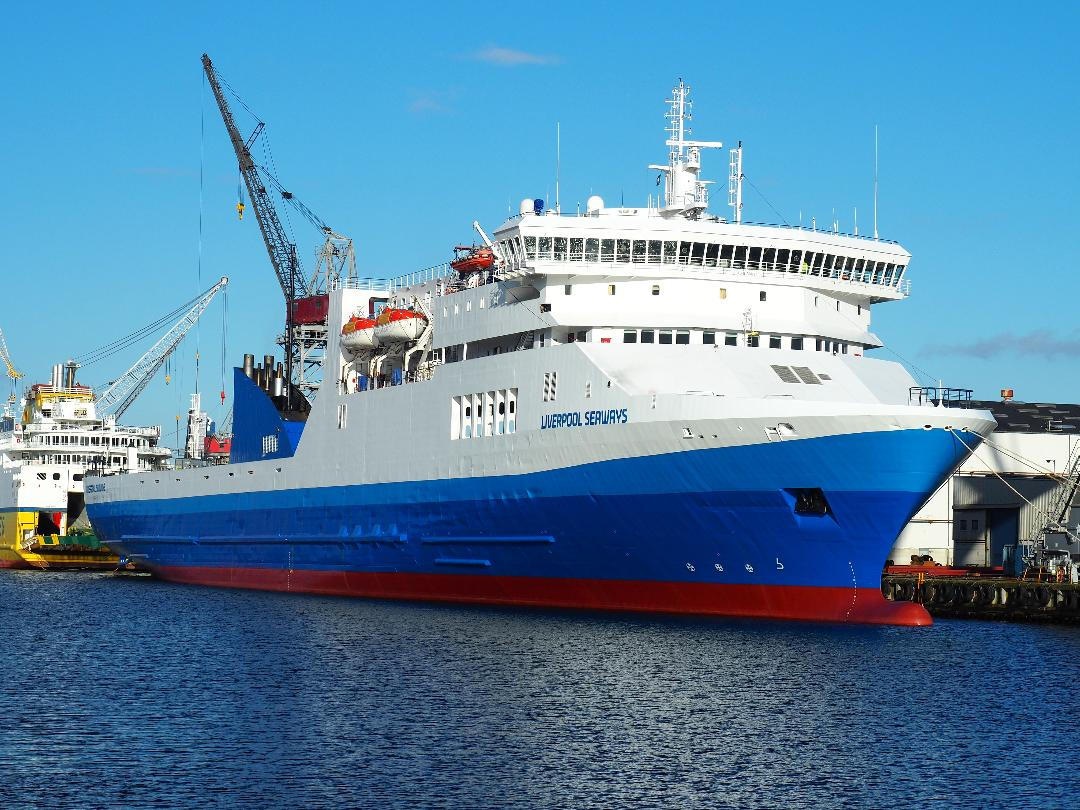
Il Liverpool Seaways durante il periodo di disarmo a Klaipeda in attesa del ribattesimo.

Il 1° luglio 2020 issa bandiera francese e viene ribattezzato Pelagos.
Il 2 settembre 2020 salpa per Marsiglia, dove giunge il 12 ottobre e svolge le rituali prove di ormeggio. 
Nel novembre del 2020 debutta sulla Marsiglia-Tangeri Med.
Da marzo 2021 viene noleggiato di nuovo alla DFDS, partendo per Dunkerque il 13 marzo 2021 ed arrivando il 18 marzo. Il 24 marzo entra in servizio sulla Dunkerque-Rosslare in sostituzione del Drotten.
Il 28 maggio 2021, data l'oggettiva inadattezza del traghetto alla linea, viene riconsegnato a La Méridionale, salpando la sera stessa per Ajaccio e successivamente per Marsiglia.
Da giugno 2021 riprende il servizio sulla Marsiglia-Tangeri Med.

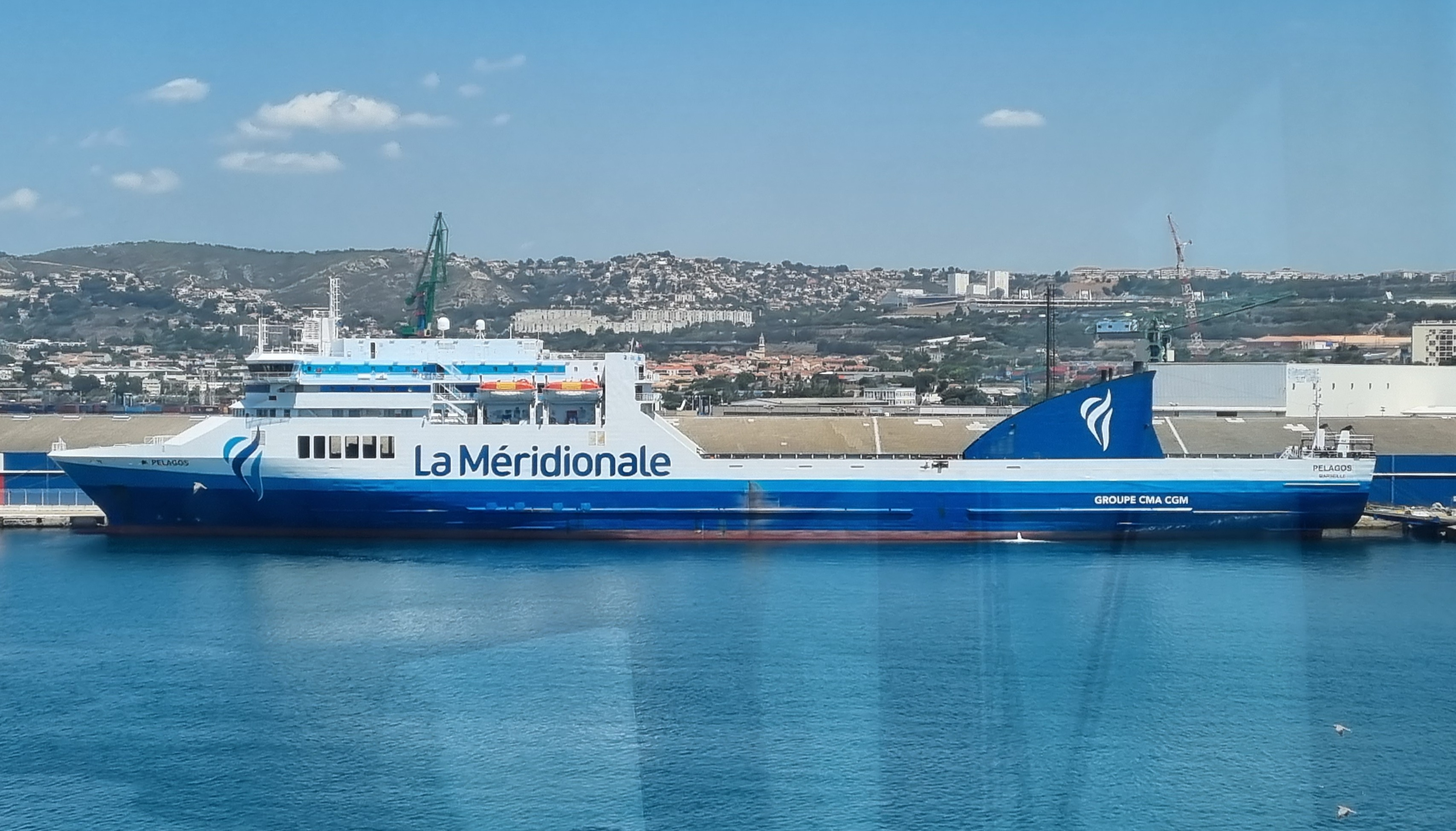
Il Pelagos ormeggiato a Marsiglia nel 2023.

A gennaio 2025 viene posto in disarmo nel porto di Marsiglia e messo in vendita in vista dell'ingresso in flotta del Normandie. 
A fine gennaio 2025 viene venduto all'egiziana United Marittime Egypt (UME), con consegna prevista ad aprile 2025.
Il 2 marzo 2025 viene consegnato a Marsiglia alla United Marittime Egypt e parte per Limassol, dove giunge il 7 marzo.
Il 12 marzo viene ribattezzato Pelagos Express ed issa bandiera cipriota.
Il 15 marzo salpa per Safaga, dove giunge 2 giorni e dove viene sottoposto ai propedeutici lavori di adeguamento al nuovo servizio.
Il 30 aprile 2025 prende ufficialmente servizio nei collegamenti tra Safaga e Neom.

## Navi gemelle
- Strait Feronia
- Optima Seaways
- AF Claudia
- Kerry
- Napoles
- Sicilia